# Bernard Ziegler

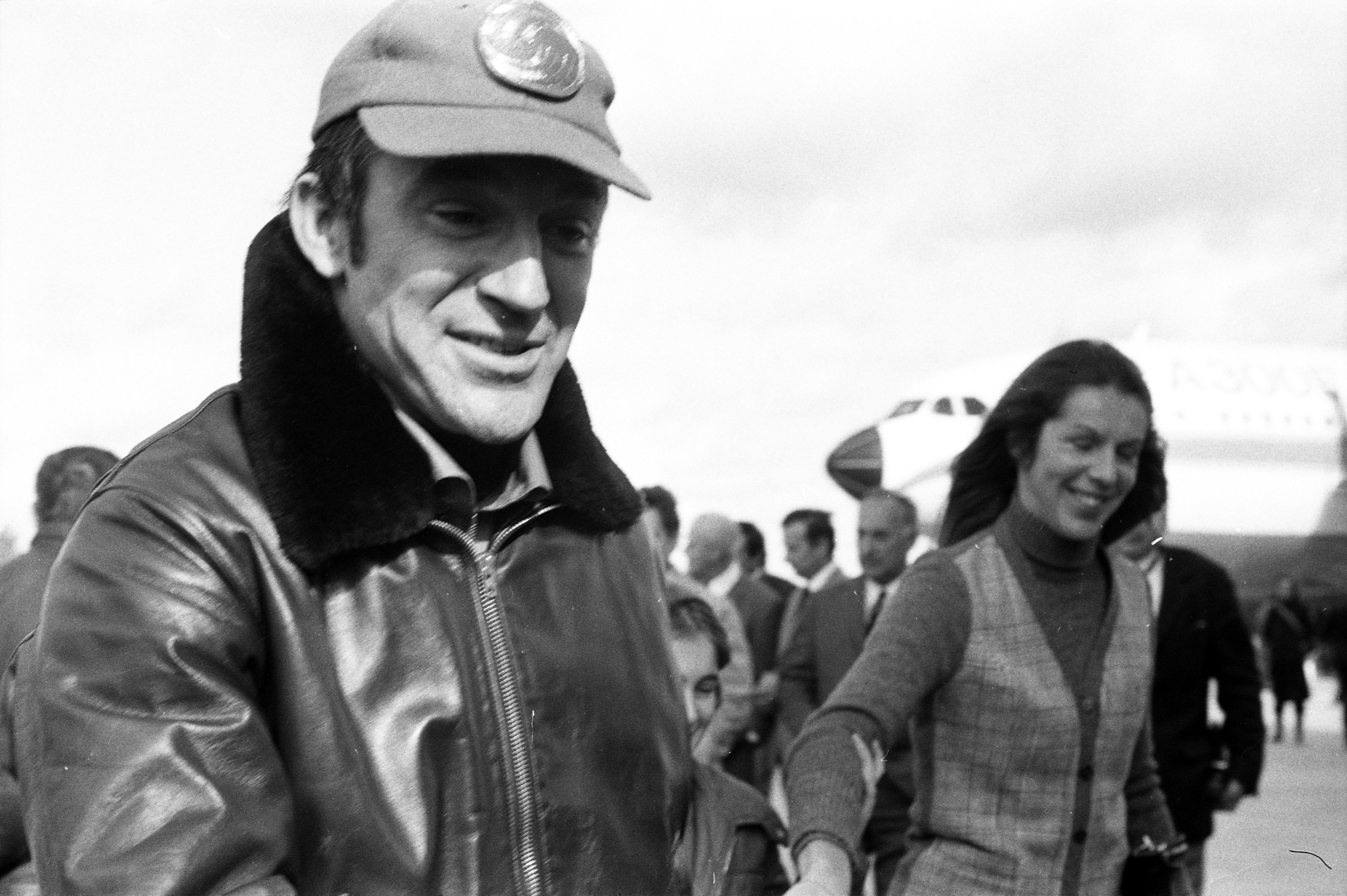
Bernard Ziegler (1972)

Bernard Ziegler (geboren am 12. März 1933 in Boulogne-sur-Seine; gestorben am 4. Mai 2021) war ein französischer Pilot, Flugzeugtechniker und Manager. Er war ab 1972 Chefpilot beim Airbus-Konzern und bekleidete später dort Führungsfunktionen.

## Leben und Werk
Bernard Ziegler ist der Sohn des Kampfpiloten und Airbus-Gründers Henri Ziegler (1906–1998), der auch der erste Vorstandsvorsitzende des Konzerns war. 1954 wurde er in die École polytechnique nahe Paris aufgenommen, eine der berühmten Elitehochschulen des Landes. An der École de l’air, der Militärhochschule der französischen Luftstreitkräfte, wurde er zum Kampfpiloten ausgebildet. Er nahm am Algerienkrieg teil. Am 29. August 1961 verursachte er an Bord seiner Thunderstreak einen folgenschweren Unfall im Vallée Blanche. Er versuchte auf einem Testflug dem Radar zu entkommen, dabei durchtrennte sein Flugzeug das Zugseil einer Gondelbahn, wodurch sechs Menschen starben. Im selben Jahr setzte er sein Studium fort. Er trat in die Hochschule für Luft - und Raumfahrt (SUPAERO) ein und absolvierte danach an der École du personnel navigant d’essais et de réception (EPNER) eine Ausbildung zum Testpiloten. 1968 wurde er Testpilot der Dassault Mirage G, eines zweistrahligen Mehrzweckkampfflugzeuges des französischen Herstellers Dassault Aviation.
1972 übernahm er die Funktion des Cheftestpiloten beim Airbus-Konzern, der damals von seinem Vater geleitet wurde. Henri Ziegler, der an der Entwicklung der Concorde beteiligt gewesen war, und der Sohn propagierten beide computergesteuertes Fliegen, einerseits Fly-by-wire, elektronische Flugzeugsteuerung mittels Steuerbefehlen, andererseits Autopilot und Flight envelope protection, ein selbstständiger im Hintergrund wirkender Schutz vor Fehlentscheidungen an der Flugbereichsgrenze. Das uneingeschränkte Bekenntnis zur Elektronik war und ist partiell bis heute der wesentliche technische Unterschied zu anderen Herstellern wie Boeing, McDonnell Douglas oder Lockheed. Ziegler trug wesentliche Verantwortung bei der Entwicklung der Baureihen A300, A310, A320 und A340. Sein offenes Wort gegenüber der Presse brachte den Konzern bisweilen in Turbulenzen, so sagte er über den A320: „Cet avion est tellement facile qu’il pourrait être piloté par ma concierge.“ [Dieses Flugzeug ist so einfach konstruiert, dass es von meiner Hausmeisterin geflogen werden könnte].

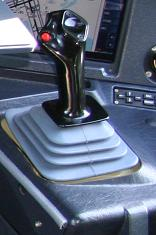
Sidestick im A380

Ziegler revolutionierte die Schnittstelle zwischen Mensch und Maschine, indem er – bereits bei der A310 – das Cockpit völlig neu gestalten ließ und auf den Flugingenieur, den dritten Mann im Cockpit, verzichtete. Seine Philosophie des „dunklen, leisen Cockpits“ beinhaltete eine strikte Ausrichtung der Piloten nach vorne, mit Overhead-Panels und Erlöschen des Lichts bei Funktionieren, so dass nicht funktionierende oder ausgefallene Systeme sofort auffallen. Das A320-Cockpit wurde als revolutionär beschrieben, weil es mit Sidestick-Steuerungen und elektronischen zentralisierten Flugzeugmonitoren (ECAM) ausgestattet ist.
1997 zog sich Bernard Ziegler von den Führungsfunktionen bei Airbus zurück.

## Publikation
- Cowboys d'Airbus, 2008

## Auszeichnungen
- Offizier der Ehrenlegion
- Ordre national du Mérite
- Médaille de l’Aéronautique
- Croix de la Valeur militaire
- 2012 Flightglobal Lifetime Achievement Award[4]